# Con cariño desde el cielo
Con cariño desde el cielo (en inglés Mrs. Winterbourne y en español también conocida como Amor por accidente) es una película estadounidense dirigida por Richard Benjamin y estrenada en 1996. Es protagonizada por Shirley MacLaine, Ricki Lake, Brendan Fraser, Miguel Sandoval y Loren Dean. Está parcialmente basada en la novela I Married a Dead Man (en español Me casé con un muerto) de Cornell Woolrich, de la cual ya se habían hecho las adaptaciones de Hollywood No Man of Her Own (1950), de Bollywood Kati Patang (1970) y la francesa J'ai épousé une ombre (1982). Fue filmada en Toronto (Canadá) y sus alrededores, incluyendo la casa Eaton Hall en King City.

## Trama
La adolescente Connie Doyle (Ricki Lake) abandona su casa y pronto queda embarazada de Steve DeCunzo (Loren Dean). Al enterarse de su embarazo, éste la abandona y ella en un tren a Boston conoce a Hugh Winterbourne (Brendan Fraser). Hugh viaja con su esposa embarazada Patricia (Susan Haskell) e invita a Connie a su compartimento. Tras un accidente de tren, en el que mueren Hugh y Patricia, confunden a Connie con Patricia ya que ella llevaba el anillo de bodas de la difunta. Connie trata de explicar su situación pero no es tomada en serio por el personal del hospital. Finalmente ella y su hijo viajan a la residencia de la millonaria Grace Winterbourne (Shirley MacLaine) y Bill Winterbourne (también interpretado por Fraser), hermano gemelo de Hugh, quienes creen que Connie y su hijo son la viuda y el hijo de su hermano. Connie desiste en explicar su situación al enterarse de la baja resistencia del corazón de Grace y Bill no tarda en darse cuenta de la identidad de la supuesta Patricia. Grace quiere incluir a Connie en su testamento pero ésta se resiste diciendo que no le importa el dinero, lo que convence a Bill de no decir nada. Bill y Connie pronto se enamoran el uno del otro y se besan tras un apasionado baile de tango. 
Connie decide escaparse tras recibir una carta preguntando sobre su identidad y Bill le ofrece casamiento al ver cuáles son sus intenciones. Ella se escapa de todos modos pero regresa convencida por el mayordomo Paco (Miguel Sandoval) y descubre que Grace ha tenido un paro cardiaco. Mientras tanto, días antes de la boda, Steve DeCunzo reaparece reclamando a su hijo y amenaza a Connie con revelar su identidad de no ser que deje secuestrar a su hijo para cobrar una recompensa de un millón de dólares. Este plan no llega a concretarse ya que DeCunzo aparece el día siguiente asesinado en su habitación y Connie le admite su identidad a Bill, quien le dice que ya lo sabía y la ama de todos modos.
El día de la boda Grace declara haber cometido el asesinato para proteger a Patricia y luego Connie declara ser la asesina para protegerla, al igual que luego se declaran culpables Bill y Paco. Sin embargo, luego se les comunica que no están siendo acusados y que solo venían a preguntar por un cheque de cincuenta mil dólares firmado por Connie para sobornar a DeCunzo de no decir nada sobre su identidad. La asesina resulta ser Christine, la pareja de DeCunzo después de Connie, que también había quedado embarazada y abandonada. Connie luego le cuenta toda la verdad a Grace, que acepta la situación y luego Bill y Connie se casan.

## Reparto
- Shirley MacLaine - Grace Winterbourne
- Ricki Lake - Connie Doyle
- Brendan Fraser - Bill y Hugh Winterbourne
- Miguel Sandoval - Paco
- Loren Dean - Steve DeCunzo
- Peter Gerety - Padre Father Brian Kilraine
- Jane Krakowski - Christine
- Debra Monk - Lugarteniente Ambrose
- Susan Haskell - Patricia Winterbourne[3]

## Recepción
La película fue mal recibida por los críticos, con un puntaje de apenas 7% en Rotten Tomatoes y 35 en Metacritic. Mick LaSalle de San Francisco Chronicle dijo que «con [Ricki] Lake en el centro, algo que podría haber sido inofensivo se convierte en doloroso y la mediocridad se convierte en una de las peores películas del año». También dijo que la película tenía «como resultado el desastre» y que la actuación de Lake era «suficiente para hacer que tu cara te duela. Y tus oídos». Sin embargo, elogió la actuación de MacLaine, la que describió como lo único que hace soportable la película. Brian Lowry de la revista Variety dijo que «el sentimentalismo descarado trabaja en la película —efectivo en el contexto de lo que algunos llamarían una película para chicas— no le da al material un gran peso». Janet Maslin de The New York Times describió que el guion no hace mucho para generar «chispas románticas entres sus protagonistas» y que «a pesar de que cada uno padece un completo trasplante de personalidad para que Connie y Bill puedan estar juntos, la trama es triste en sus artificios». También elogió la actuación de MacLaine, al igual que la de Fraser y dijo que «gracias a esos dos, y frecuentes tomas de un adorable bebé, la señora Lake recibe toda la ayuda que puede obtener». Por otro lado, Barbara Shulgasser elogió la película, a la que calificó como «una diversión sorprendente» y se preguntó «¿qué más podría pedir cualquiera?». También dijo que MacLaine y Fraser se «deslizan por sus roles con una facilidad relajante» aunque por otro lado calificó la actuación de Lake como «el único punto agrio [...] Su problema es que sobreactúa cuando un poco de sutileza quedaría mejor».
La película fue un fracaso también en cuanto a la recaudación. Con un presupuesto de 25 millones de dólares, según Box Office Mojo la película solamente recaudó solamente 10 082 005 USD en el mercado doméstico (Estados Unidos y Canadá) y sin datos del resto del mundo. La película se estrenó en 1612 cines y en su primer fin de semana recaudó 3 872 900 USD, lo que la posicionó en el sexto puesto del mercado doméstico. En su segundo fin de semana bajó su recaudación en un más de 50% y recaudó 1 911 066 USD, lo cual la dejó en el décimo segundo puesto. Tras terminar su segundo fin de semana, la película había recaudado ya 6 942 383 USD en total.